# دبلیوای‌اس‌پی-۱۹
دبلیوای‌اس‌پی-۱۹ یک ستاره است که در صورت فلکی بادبان قرار دارد.